# (33265) 1998 HC63
1998 HC63 (asteroide 33265) é um asteroide da cintura principal. Possui uma excentricidade de 0.05340030 e uma inclinação de 15.42529º.
Este asteroide foi descoberto no dia 21 de abril de 1998 por LINEAR em Socorro.